# Aposematismus

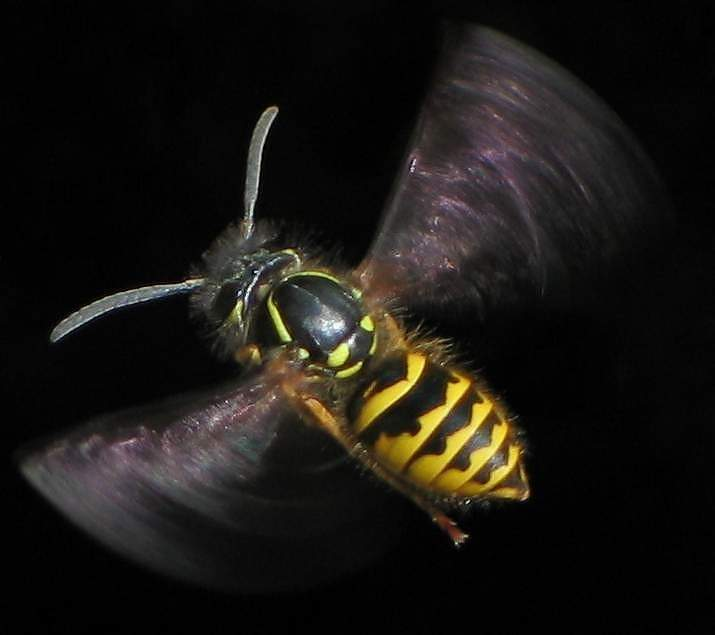
Vosa obecná v letu

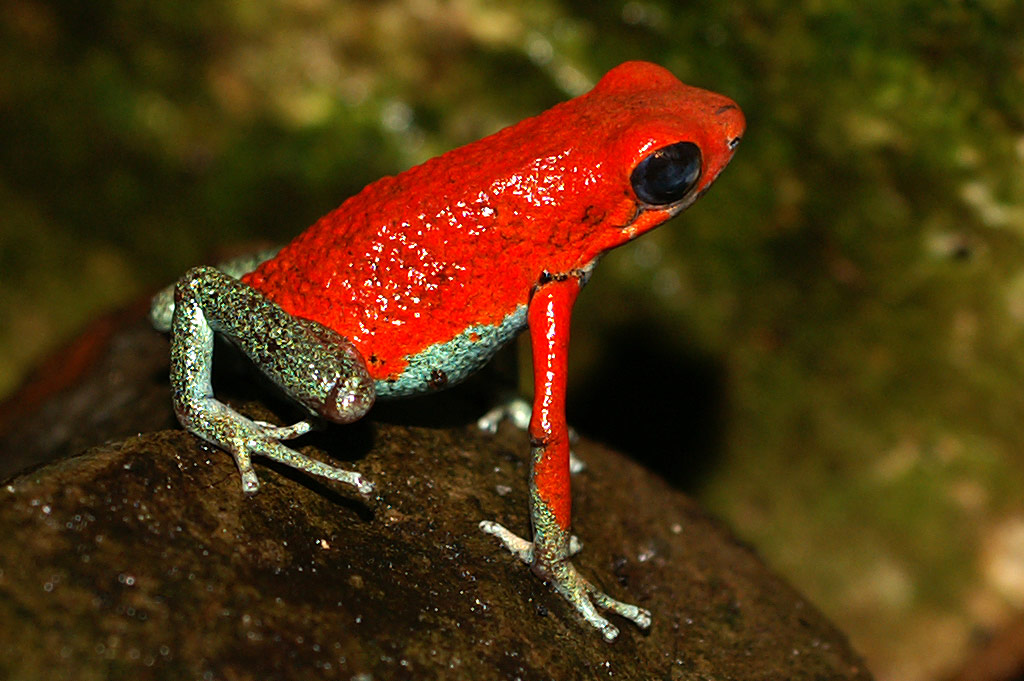
Jedovatá pralesnička zrnitá

Aposematismus (z řec. apo-, pryč a séma, znamení) je nápadné varovné zbarvení či jiný typ signálu, kterým živočich varuje predátory, že je nepoživatelný, jedovatý atd. Je to tedy opačná strategie než krypse, je ale prospěšná jak pro nositele, tak také pro predátory, jelikož je chrání před újmou. Pro posílení účinku aposematické signalizace se aposematické druhy často napodobují navzájem (müllerovské mimikry). Jako adaptace je tato strategie tak úspěšná, že jiné druhy někdy napodobují tyto signály, i když samy jedovaté nejsou (pseudoaposematismus, batesovské (též batesiánské) mimikry). Vyskytuje se běžně u hmyzu, méně často u žab, plazů a ryb i u dalších organismů.
K pojmu aposematismus uvádí Výkladový slovník environmentálních výrazů: nápadný zjev (tvar, barva) organismu, který je jako potrava škodlivý nebo nechutný.